# خوسيه ميغيل أرويو ديلغادو
خوسيه ميغيل أرويو ديلغادو (بالإسبانية: José Miguel Arroyo Delgado)‏ هو مربي ماشية وماتادور إسباني، ولد في 1 مايو 1969 في مدريد في إسبانيا.